# Orrhällen
Orrhällen är en ö i Finland. Den ligger i Finska viken och i kommunen Borgå i den ekonomiska regionen  Borgå i landskapet Nyland, i den södra delen av landet. Ön ligger omkring 36 kilometer öster om Helsingfors. 
Öns area är 2 hektar och dess största längd är 190 meter i sydväst-nordöstlig riktning. I omgivningarna runt Orrhällen växer i huvudsak blandskog. Runt Orrhällen är det ganska tätbefolkat, med 67 invånare per kvadratkilometer. Närmaste större samhälle är Borgå, 16,0 km norr om Orrhällen.